# Aphrodita sericea
Aphrodita sericea är en ringmaskart som beskrevs av François Louis Nompar de Caumont de Laporte 1842. Aphrodita sericea ingår i släktet Aphrodita och familjen Aphroditidae. Inga underarter finns listade i Catalogue of Life.